# Perro amor
Perro amor é uma telenovela estadunidense exibida em 2010 pela Telemundo.
é protagonizada por Carlos Ponce e Ana Lucía Domínguez e antagonizada por Maritza Rodríguez.

## Elenco
| Ator                | Personagem                                   |
| ------------------- | -------------------------------------------- |
| Carlos Ponce        | Antonio "El Perro" Brando                    |
| Ana Lucía Domínguez | Sofía Santana Pinoz                          |
| Maritza Rodríguez   | Camila Brando de Cacéres                     |
| Khotan Fernández    | Rogelio Pérez / Rocky Peréz                  |
| Maritza Bustamante  | Daniela Valdirí                              |
| Zully Montero       | Doña Cecilia Vda. de Brando                  |
| Elluz Peraza        | Clemencia de Brando                          |
| Víctor Cámara       | Pedro Brando                                 |
| Rodrigo de la Rosa  | Gonzalo Cacéres                              |
| Natalia Ramírez     | Rosario Pinoz de Santana                     |
| Raúl Arrieta        | Diego Tamayo                                 |
| Martha Picanes      | Doña Ligia Vda. de Pinoz                     |
| Rosalinda Rodríguez | Doña Beatríz Vda. de Caparrozo               |
| Carlos Ferro        | Bernardo Caparrozo                           |
| Dayanna Garroz      | Viviana Herrera                              |
| Silvana Arias       | Verónica Jessica Murillo                     |
| Manolo Coego Jr.    | Joaquín Valencia                             |
| Fred Valle          | Fernando Valdirí                             |
| Roberto Huicochea   | Yiardinis Murillo (villano, se vuelve bueno) |
| Freddy Víquez       | Jairo Chaparro                               |
| Roberto Levermann   | Usnavy Murillo                               |
| Frank Falcon        | Juan Camilo                                  |
| Carlos Garin        | Ángel Santana                                |
| Adrian Carvajal     | Alejandro Santana Pinoz                      |
| Marko Figueroa      | Mark                                         |
| Verónica Montes     | Lena                                         |
| Patricia de León    | Jennifer López                               |
| Paola Campodonico   | Lorena López                                 |